# Frank Hall
Frank Hall (Woodside, Nova Jersey, 8 de juliol de 1865 – Manhattan, Nova York, 31 de juliol de 1935) va ser un tirador estatunidenc que va competir a començaments del segle xx.
El 1912 va prendre part en els Jocs Olímpics d'Estocolm, on disputà dues proves del programa de tir. Guanyà la medalla d'or en la competició de fossa olímpica per equips, mentre en la prova individual fou quinzè.